# Ређименто (Фрозиноне)
Ређименто је насеље у Италији у округу Фрозиноне, региону Лацио.
Према процени из 2011. у насељу је живело 187 становника. Насеље се налази на надморској висини од 310 м.